# Новая народная партия
Новая народная партия (ННП; иер. трад. 新民黨, упр. 新民党, ютпхин: San¹ Man⁴ Dong², йель: Sān Màhn Dóng, кант.-рус.: Сань Мань Тон, пиньинь: Xīnmín dǎng, палл.:  Синь Минь Дан, англ. New People’s Party (NPP)) — гонконгская пропекинская консервативная политическая партия.
Партия основана в начале 2011 года гонконгским политиком Реджайной Ип. Традиционным электоратом партии считаются представители среднего класса и государственные служащие.

## История
Партия была основана 9 января 2011 года Реджайной Ип — тогдашним Секретарём по безопасности в Исполнительном совете Гонконга.
Первыми выборами для партии стали местные выборы в ноябре 2011 года, на которых ННП получила 4 места в Окружных советах.
В 2014 году Новая народная партия создала совместную коалицию с партией «Гражданская сила» со схожими идеологическими принципами и программой. На местных выборах 2015 года коалиция получила 25 мест.
На выборах в Законодательный совет в конце 2016 года ННП, участвовавшая в выборах самостоятельно получила 3 места (пятое мест среди партий Пропекинского лагеря).
В декабре 2016 года глава партии Реджайна Ип планировала выдвижение своей кандидатуры на пост Главы администрации Гонконга, но из-за давление политиков из Продемократического лагеря и лояльных Пекину кандидатов впоследствии отказалась от участия. По мнению заместителя председателя партии Майкла Тхиня, заместителя председателя партии, выборы «потеряли свою форму» из-за усиливающегося вмешательства «невидимой руки» Пекина. Тхинь заявил о своей поддержке продемократического кандидата Джона Цанга, в то время как Реджайна Ип поддержала кандидатуру Кэрри Лам за день до выборов . Как итог Тхинь вышел из партии вместе с рядом сторонников. В результате количество мест ННП в Законодательном совете сократилось до двух, а в окружных советах — до 19 .
ННП поддержала действия официальных властей Гонконга в ходе массовых антиправительственных выступлений в 2019 году, что повлекло за собой уход многих её членов и тотальное поражение на Местных выборах летом 2019 года (партия потеряла все свои 13 мест в Окружных советах).
ННП получила 5 мест на парламентских выборах 2021 года – первых после запрета всех оппозиционных политических партий и организаций. На местных выборах в 2023 году партия в союзе с «Гражданской силой» получила 15 депутатских мандатов.

## Идеология
«Новая народная партия» придерживается принципов социального консерватизма и либерализма в экономике. В предвыборных кампаниях партия делает ставку на средний класс и государственных служащих, среди которых Пропекинский лагерь обычно не пользуется популярностью. Партия выступает за всеобщее избирательное право, экономическую диверсификацию и сокращение разрыва в уровне благосостояния граждан. Партия, как член Пропекинского лагеря поддерживает действия официальных властей КНР и принцип «Одна страна, две системы». В 2021 году лидер партии Реджайна Ип заявила, что в выборах должны принимать участие «исключительно патриоты».